# Ján Korec (bokser)
Ján Korec (ur. 1987) – czeski bokser, srebrny medalista Mistrzostw Czech 2012 w Rakovníku oraz brązowy medalista Mistrzostw Czech 2013 i Mistrzostw Czech 2014.
We udziałach na Mistrzostwach Czech w roku 2012, 2013 i 2014, Korec zawsze przegrywał z rodakiem Miroslavem Šerbanem. We wrześniu 2013 doszedł do finału Grand Prix Słowacji. W finale przegrał z Węgrem Gergő Benem.